# Саенко, Иван Васильевич
Иван Васильевич Саенко (28 июня 1947, Павловск, Воронежская область) — советский и российский футбольный тренер. Специализировался на работе с женскими командами. Заслуженный тренер России (2006).

## Биография
Воспитанник ДЮСШ г. Павловска. В соревнованиях мастеров не выступал.
В 1989 году стал основателем женского футбольного клуба «Энергия» (Воронеж) и более 15 лет тренировал его. Становился победителем первой лиги СССР (1991), неоднократным чемпионом (1995, 1997, 1998, 2002, 2003) и призёром чемпионата России, обладателем Кубка России (1993, 1995, 1996, 1997, 1999, 2000, 2001). В 2004 году оставил пост главного тренера клуба и работал на административных и тренерских должностях. В 2010—2012 годах снова был главным тренером «Энергии». После расформирования «Энергии» некоторое время работал в частных футбольных школах.
Одновременно с работой в женском футболе, в 2001—2003 годах работал тренером-консультантом мужского воронежского «Факела» (в 2002—2003 годах носившего названия «Воронеж» и «Факел-Воронеж»), в это время президентом клуба был его сын Эдуард. Однако после вылета команды во второй дивизион в 2003 году оба Саенко покинули клуб.
Кандидат педагогических наук (2002), диссертация «Программирование тренировочных нагрузок на этапах подготовки футболисток высокой квалификации». Имеет тренерскую лицензию «Pro» (2007). Ему присвоены звания Заслуженный тренер РФ (2006), Заслуженный работник физической культуры РФ, награждён медалью Ордена «За заслуги перед Отечеством» II степени.
Во второй половине 2010-х годов американская футболистка Дэни Фоксховен и ряд российских футболисток обвиняли его в физическом насилии, использовании фармакологического допинга, договорных матчах.

## Личная жизнь
Сын Иван (род. 1983) стал футболистом, выступал за сборную России. Два других сына, Эдуард и Михаил, работали вместе с отцом в воронежской «Энергии», а также в «Факеле». Позднее Михаил и его супруга Марина открыли частную футбольную школу.